# Гранд (грампластинка)

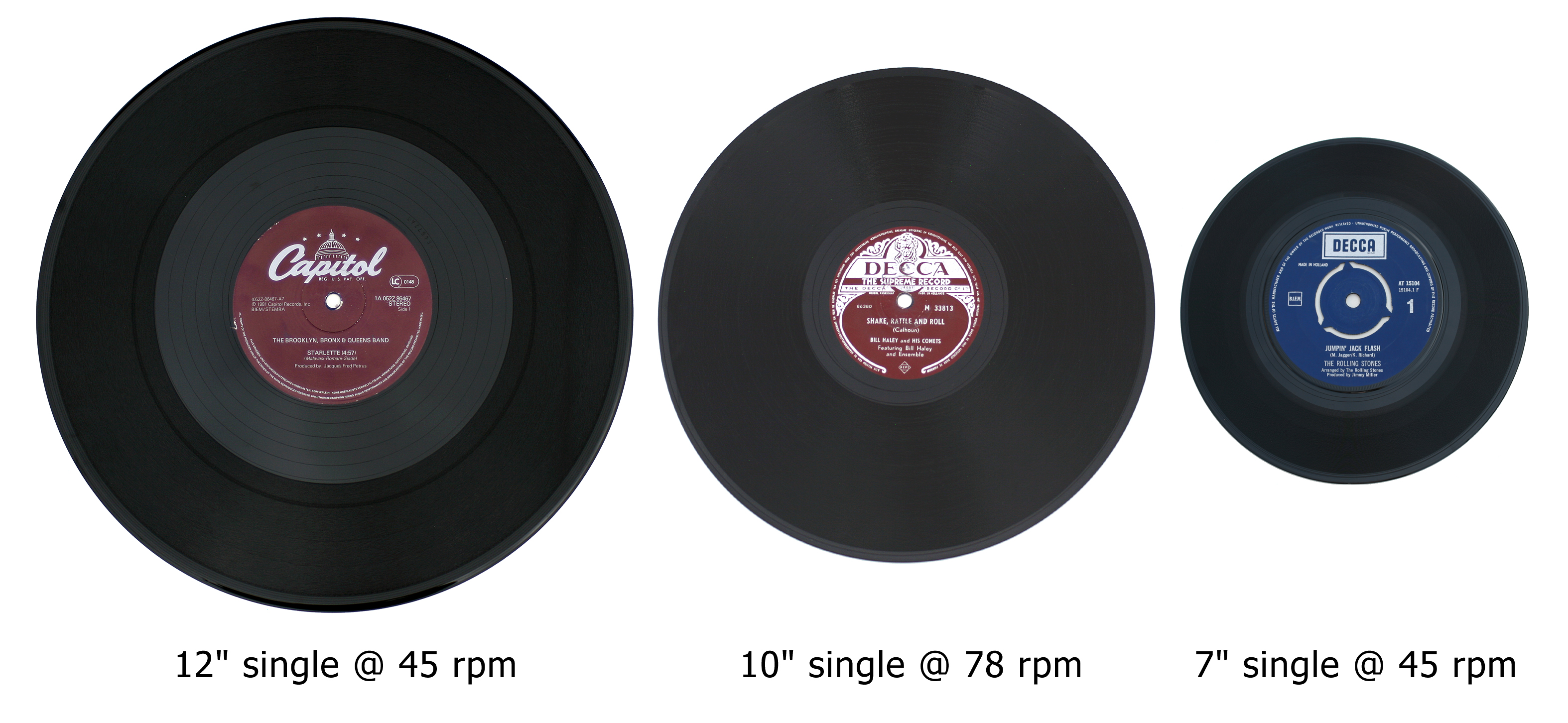
Различные типоразмеры грампластинок:
Гигант — 12" (30 см), 45 об/мин,
Гранд — 10" (25 см), 78 об/мин,
Миньон — 17,5 см (7"), 45 об/мин

Гранд — термин для обозначения виниловых грампластинок размером 25 см (10 дюймов) со скоростью вращения 33 и 78 об/мин в отличие от миньона диаметром 17,5 см (7 дюймов) и диска-гиганта диаметром 30 см (12 дюймов).
В СССР с начала 1950-х и до середины 1970-х годов гранд был наиболее распространённым форматом долгоиграющей и обычной грампластинки. В СССР (с начала до середины 50-х годов) и ряде других стран выпускались так называемые «переходные» грампластинки, канавки которых уже были узкими, а скорость вращения все ещё составляла 78 об /мин. Это было связано как с постепенным переходом станков, записывающих эталоны грампластинок, на скорость 33 об/мин, так и с наличием у населения электропроигрывателей, рассчитанных на 78-оборотные грампластинки. Проигрывание таких дисков проводилось специальными сапфировыми иглами, которые вставляли в адаптер звукоснимателя вместо стальных патефонных игл.
По принятой до 1975 года нумерации «винилового» каталога ВСГ «Мелодия» (и её предшественников с 1951 года) гранду присваивался номер по форме Д(C)—ХХХХХ, диску-гиганту — Д(C)—0ХХХХХ, а миньону — Д(C)—000ХХХХХ; Д значило моно, С — стерео. Со второго квартала 1975 года принцип индексации был изменён. По новой системе первые три знака номера пластинки несли следующую смысловую функцию:
- индекс С или М — стерео или моно;
- второй по счёту индекс (цифры от 0 до 9) символизировал жанровую принадлежность записи;
- третий индекс (цифры от 0 до 2) служил для обозначения формата пластинки: 0 — гигант, 1 — гранд, 2 — миньон.

Впрочем уже в 1980-е годы формат «гранд» был почти полностью вытеснен более вместительным «гигантом». В дальнейшем, на дисках формата «гранд» издавались и переиздавались различные учебные записи (уроки, лекции, фонохрестоматии, сопровождение к диафильмам и др.), а также сказки.